# Nathalie Hardouin
Pour les articles homonymes, voir Hardouin, Ardouin et Arduin.
Nathalie Hardouin, née en 1964, est une chanteuse dévotionnelle française. C'est une spécialiste du chant grégorien et de la musique indienne. Elle chante en latin et en sanskrit. Elle pratique également le répertoire médiéval européen et le répertoire baroque. Elle bénéficie d'une voix étendue et d'une grande qualité harmonique.

## Biographie
Nathalie Hardouin s'est trouvée très tôt au contact de la musique vocale sacrée du Moyen Âge à nos jours et de la musique vocale de la Renaissance, notamment lors de stages de musique avec les musiciens qui allaient plus tard créer l'Ensemble Clément-Janequin, en particulier Dominique Visse, Antoine Sicot et Philippe Cantor. Elle pratique alors également la flûte traversière et la flûte à bec et côtoie Georges Trouvé, titulaire des grandes orgues de la cathédrale de Sées. Elle chante pendant huit ans à la Schola Cantorum de l'Orne sous la direction de Paul Queinnec.
Très attirée par la musique médiévale, elle s'initie à l'interprétation dans la classe de Marianne Hund et participe à la représentation des Jeux de Saint Nicolas en latin et de pièces des Carmina Burana. Elle décide alors de se consacrer exclusivement au chant et arrête son métier de professeur des écoles pour poursuivre ses études de soliste. Parallèlement elle continue de se produire dans des ensembles vocaux. Elle s'intéresse particulièrement au chant grégorien et devient une spécialiste de l'interprétation des œuvres d'Hildegarde de Bingen.
Un long séjour en Inde lui fait découvrir les similitudes entre la musique classique indienne et le chant grégorien, notamment à travers les aspects propres aux sources d'inspiration et à l'utilisation de la modalité. Elle entame alors un approfondissement de ce répertoire et des coopérations avec de nombreux musiciens Indiens, en France comme en Inde. Elle suit l'apprentissage de Shyam Sundar Goswani qui lui transmet l'héritage du chant classique de l'Inde du Nord.Elle propose régulièrement des concerts de Kirtan et de Bhadjan.
Elle s'intéresse également à l'impact des sons et de la musique sur le bien être de ses auditeurs, tant lors de ses concerts que lors de sessions auprès des malades en milieu hospitalier. Sa pratique musicale s'inscrit clairement dans une démarche spirituelle orientée vers le développement intérieur.
Nathalie Hardouin est artiste invitée de la Fondation Franz Liszt.
Nathalie Hardouin vit en Essonne, où elle donne des cours de chant et de technique vocale (yoga du son), et se produit régulièrement en concert en Europe et en Inde. Elle coopère avec Smita Nagdev (sitar), Anuvab Chatterjee (tablas), Nicolas Gailledrat (claviers).

## Formation
- Méthode Feldenkrais
- Chant lyrique au Conservatoire de Pantin, classe de Blandine de Saint-Sauveur
- Chant médiéval avec Guy Robert, Ensemble Perceval
- Chant grégorien au Chœur grégorien de Paris
- Études des chants sacrés et de la musique classique indienne auprès du Pandit Shyam Sundar Goswami à Kolkata en Inde

## Carrière

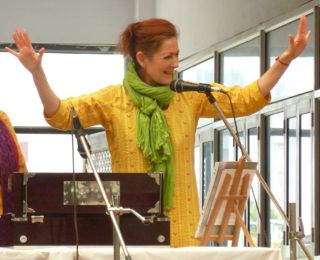
Workshop à Bhopal

- Choriste dans l'Ensemble vocal féminin de Nevers
- Didon et Énée (Purcell) au Conservatoire de Pantin
- The Fairy Queen (Purcell)
- Choriste dans le chœur de femmes du Chœur grégorien de Paris, dirigé par Olga Roudakova à Saint-Germain-l’Auxerrois
- Ensemble Vox In Rama dirigé par Frédéric Rantières
- Direction du chœur grégorien des Haute Alpes

## Concerts comme soliste
- Chapelle Notre-Dame-des-Anges, Paris
- Église Saint-Amand, Thomery
- Église Saint-Eustache, Paris
- Centre Kalachakra, Paris
- Carrousel du Louvre, Paris
- Journées Nomades dans le Haut-Marais - Espace Asterzen, Paris
- Maison des associations du XVIe arrondissement, Paris
- Doucy-Combelouvière, Hautes-Alpes
- Église d'Espinasses, Hautes-Alpes
- Église Saint André des Cordeliers, Gap
- Basilique Notre-Dame du Laus, Hautes-Alpes
- Église de Chorges, Hautes-Alpes
- École internationale GVN, Bhopal, Inde
- Concerts lors des passages de Amma en France à Paris et à Toulon
- Église Saint-Hilaire-Saint-Loup, Samois-sur-Seine
- Collégiale Saint-Nicolas, Briançon
- Église Saint Louis de Vincennes, artiste invitée par Les Amis de Vincennes dans le cadre des 800 ans de la naissance de Saint Louis, avec Nicolas Gailledrat

## Conférences
- Maison de l’Inde : conférence avec le professeur Prithwindra Mukherjee, Échelles de la musique du XXIe siècle.

## Discographie
- Chants et poèmes mystiques d'Orient et d'Occident : rassemblant des chants grégoriens et des chants d’Hildegarde de Bingen ainsi que des poèmes de poètes mystiques tels que Chandidâs (bengali) et Jalal Ud Din Rumi (persan).
- Les Muses de l'onde : en duo avec la harpiste Aveline Gau, elles chantent ensemble des musiques inspirées du répertoire du Xe au XVe siècle et du traditionnel. Cet album présente un nouveau style “Ars Natura ”.